# Patania sabinusalis
Patania sabinusalis là một loài bướm đêm trong họ Crambidae.